# Родригес, Леомар Франциско
Леомар Франциско Родригес, или просто Леомар (порт. Leomar Francisco Rodrigues; 12 июня 1986 года, Кампинас, Бразилия) — бразильский футболист, защитник.

## Карьера
Начинал карьеру в 2007 году в составе клуба «Можи-Мирин». До 2010 года играл в аренде за различные бразильские клубы, в 2009 году сыграл один матч за узбекистанский «Бунёдкор». Основную часть своей карьеры проводит в клубах Бразилии. В 2011—2013 годах играл за два португальских клуба.

## Достижения
- Победитель юношеской Лиги Паулиста: 2006
- Чемпион Узбекистана: 2009
- Победитель Лиги Сеаренсе: 2010